# Локсахачи Гроувс (Флорида)
Локсахачи Гроувс (енгл. Loxahatchee Groves) град је у америчкој савезној држави Флорида. По попису становништва из 2020. у њему је живело 3.355 становника.

## Демографија
Према попису становништва из 2010. у граду је живело 3.180 становника.
| Група             | 2000.  | 2010.         |
| Белци             | . (.%) | 2.361 (74,2%) |
| Афроамериканци    | . (.%) | 105 (3,3%)    |
| Азијати           | . (.%) | 52 (1,6%)     |
| Хиспаноамериканци | . (.%) | 594 (18,7%)   |
| Укупно            | .      | 3.180         |